# Rionansa
Rionansa es un municipio de la comunidad autónoma de Cantabria (España). El municipio tiene una superficie de 118,02 km², y en el año 2022 contaba con una población de 1026 habitantes, 16 menos que en 2021 (INE).
Está situado en el centro-oeste de dicha comunidad, en la comarca de Saja-Nansa, a 73 kilómetros de Santander. Por su situación, es un importante cruce de caminos ya que conecta el valle del Nansa (Tudanca, Polaciones), el valle del Saja (Cabuérniga, Los Tojos), la Costa Occidental y Liébana.

## Historia
La presencia humana en este territorio está acreditada desde la época prehistórica, como ponen en evidencia las Cuevas de Chufín, Micolón y Porquerizo, donde se han encontrado restos de ocupación desde el Paleolítico.
En la Alta Edad Media, algunos lugares como lo que hoy es Rioseco, crecieron y se poblaron al amparo de instituciones eclesiásticas. Posteriormente, los cinco concejos formaban el valle de Rionansa, que formaba parte, a su vez, de la Merindad de las Asturias de Santillana. Durante el Antiguo Régimen, Rionansa perteneció a los señoríos que poseían en tierras cántabras los Marqueses de Aguilar de Campoo.
En 1822 se constituyó el primer ayuntamiento constitucional, con partido judicial propio, llamado de Puente Nansa. En 1835 cambió el nombre por el de Rionansa y pasó a pertenecer al partido judicial de San Vicente de la Barquera.

## Geografía
Este municipio se encuentra dentro del valle del río Nansa, del que toma su nombre, en la zona occidental de Cantabria. El territorio está cercano a los ciento veinte kilómetros cuadrados, pertenecientes todo ellos a la Reserva Nacional de Caza del Saja. 
|                | Norte: Herrerías y Valdáliga                  |                            |
| Oeste: Lamasón |                                               | Este: Cabuérniga y Tudanca |
|                | Sur: Cabezón de Liébana, Polaciones y Tudanca |                            |

### Espacios naturales

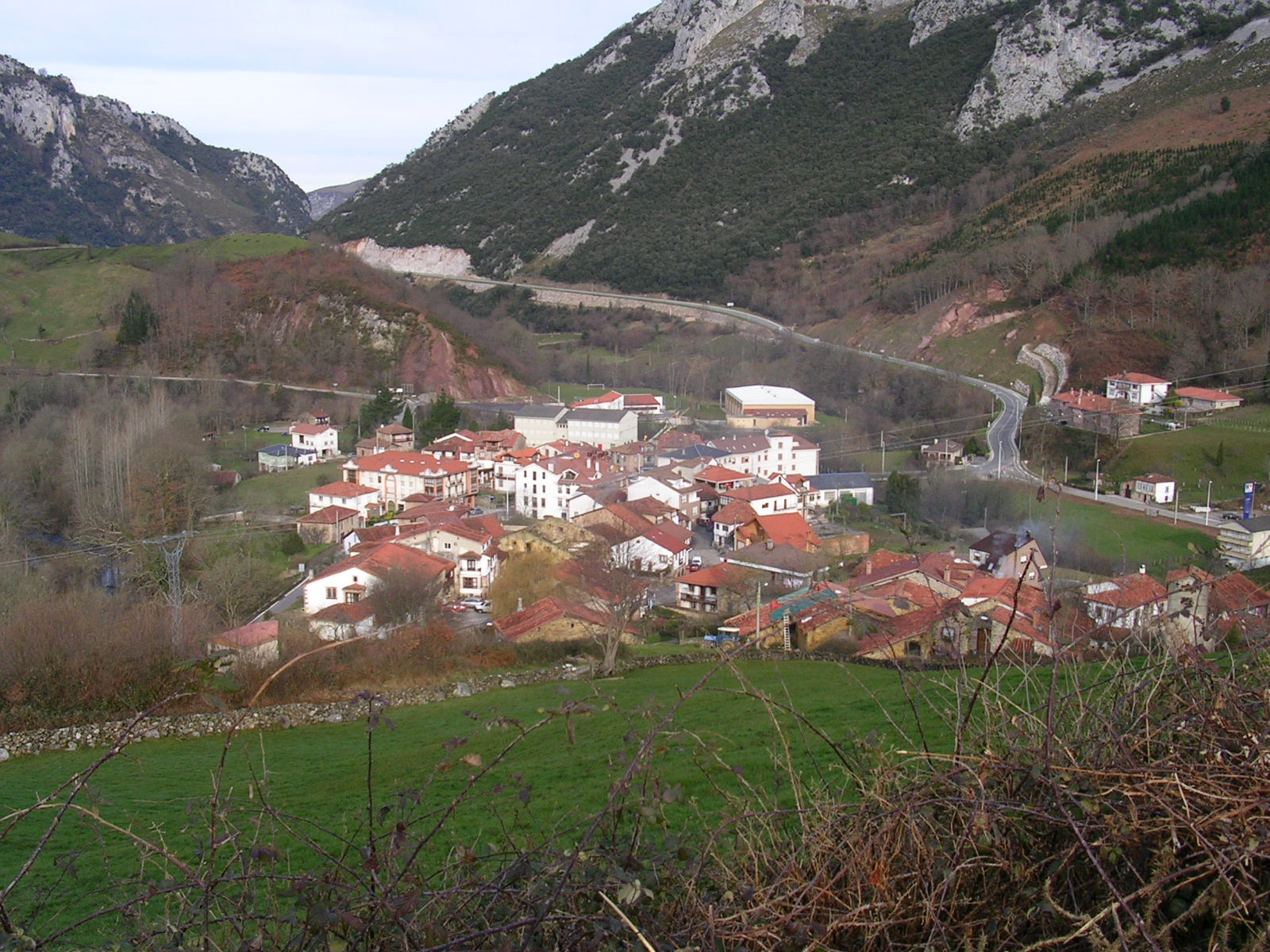
Fotografía del pueblo de Puentenansa subiendo el Zarceíllo

Rionansa es un municipio del interior de Cantabria, de carácter rural, montañoso sobre todo en su parte meridional, ocupada por parte de la sierra de Peña Sagra, cuya máxima altitud, El Cornón (2046 m), queda en la divisoria con Cabezón de Liébana y Polaciones. 
Está en el valle medio del río Nansa, contando entre las corrientes de agua, uno de los más importantes afluentes del mismo: el río Vendul, que se une al Nansa cerca de Cosío. El Nansa, el Vendul y el arroyo Sebrando forman un Lugar de Importancia Comunitaria. El río se aprovecha para la obtención de energía eléctrica, destacando en este municipio el embalse de Palombera. También hay coto para la pesca del salmón y la trucha, en Rozadío.
La mayor parte del territorio forma parte de un gran sinclinorio con diversidad de rocas: areniscas del Triásico, calizas del Jurásico y areniscas y arcillas del Jurásico-Cretácico. Alrededor de Puentenansa existen paisajes kársticos. La caliza carbonífera ha creado las formaciones que pueden verse en la Cueva de El Soplao, donde destaca la calidad de sus excéntricas helicitas; se desarrolla a lo largo de casi catorce kilómetros, por el subsuelo del macizo de La Florida, afectando no sólo a este municipio, sino también a los de Herrerías y Valdáliga.
Al ser un municipio que va desde los 200 m s. n. m. en la parte septentrional a los 2000 de la meridional, se suceden diversos pisos. En las tierras bajas arcillosas pueden verse plantaciones de eucaliptos. Hay encinares cerca de Puentenansa y bosques de ribera en algunos tramos del río, con robles y olmos (piso colino); a mayor altitud, en zonas como los alrededores de San Sebastián de Garabandal puede verse flora perteneciente al piso montano: robles y hayas. Finalmente, el Flora de Cantabria#Piso subalpino se encuentra en la zona de la Sierra de Peña Sagra, con matorrales y pastizales. En estos montes de Rionansa, que forman parte de la Reserva nacional de Caza del Saja, pueden encontrarse especies como el jabalí, el zorro o la nutria. En las partes altas de Peña Sagra pueden verse rebecos y, ocasionalmente, osos pardos. Esta sierra está declarada ZEPA, viviendo en ella especies como el águila real y el buitre leonado.
Su ubicación como cruce de caminos y la conservación de gran parte de la naturaleza autóctona permite la práctica del montañismo, con rutas hacia Peña Sagra o el Camino El Potro.

### Comunicaciones
Este municipio se encuentra en un centro de caminos por el que se conecta, de norte a sur, la costa occidental con el interior del valle, hacia Tudanca y Polaciones. De este a oeste, enlaza el valle de Cabuérniga con el de Liébana a través de Lamasón y Peñarrubia.

## Economía
La mayor parte de la población económicamente activa se dedica al sector terciario (aproximadamente, un 44%), persistiendo actividades tradicionales como la ganadería. El sector primario ocupa al 21 % de la población activa. Dentro de este sector terciario hay que citar los empleos generados por el turismo, tanto el de tipo religioso en torno a San Sebastián de Garabandal como el natural hacia la Cueva de El Soplao. Además, hay que mencionar los empleos de la central eléctrica Saltos del Nansa.

## Demografía
Rionansa cuenta con una población de 1002 habitantes (INE 2024).
| Gráfica de evolución demográfica de Rionansa entre 1842 y 2021                                                      |
| |
| Población de derecho según los censos de población del INE Población de hecho según los censos de población del INE |

Como en la mayor parte de los municipios rurales del interior de Cantabria, Rionansa sufre una constante pérdida de población y envejecimiento de la misma. 

## Administración y política

### Gobierno municipal
José Miguel Gómez Gómez (PP) es el actual alcalde del municipio.
| Periodo    | Nombre                      | Partido | Partido                                  |
| ---------- | --------------------------- | ------- | ---------------------------------------- |
| 2007-2015  | José Miguel Gómez Gómez     |         | Partido Popular (PP)                     |
| 2015-2019  | Pedro Manuel Olcoz González |         | Partido Regionalista de Cantabria (PRC)  |
| 2019-2023  | José Miguel Gómez Gómez     |         | Partido Popular (PP)                     |
| 2023-2024  | José Luis Herrero           |         | Partido Socialista Obrero Español (PSOE) |
| 2024--act. | José Miguel Gómez Gómez     |         | Partido Popular (PP)                     |

| Partido político                         | 2023  | 2023  | 2023       | 2019  | 2019  | 2019       | 2015  | 2015  | 2015       | 2011  | 2011  | 2011       | 2007  | 2007  | 2007       | 2003  | 2003  | 2003       |
| Partido político                         | Votos | %     | Concejales | Votos | %     | Concejales | Votos | %     | Concejales | Votos | %     | Concejales | Votos | %     | Concejales | Votos | %     | Concejales |
| Partido Popular (PP)                     | 323   | 44,79 | 4          | 343   | 42,60 | 4          | 369   | 43,77 | 4          | 468   | 53,36 | 5          | 507   | 52,87 | 5          | 403   | 39,86 | 4          |
| Partido Regionalista de Cantabria (PRC)  | 228   | 31,62 | 3          | 321   | 39,87 | 4          | 364   | 43,18 | 4          | 208   | 23,72 | 2          | 119   | 12,41 | 1          | 232   | 22,95 | 2          |
| Partido Socialista Obrero Español (PSOE) | 150   | 20,80 | 2          | 114   | 14,16 | 1          | 103   | 12,22 | 1          | 186   | 21,21 | 2          | 321   | 33,47 | 3          | 359   | 35,51 | 3          |

### Organización territorial
- Arenas
- Las Bárcenas
- Cabrojo
- Celis
- Celucos
- Cosío
- La Cotera
- La Herrería
- Obeso
- Pedreo
- Los Picayos
- Puentenansa (capital)
- Riclones
- Rioseco
- Rozadío
- San Sebastián de Garabandal

## Cultura

### Patrimonio

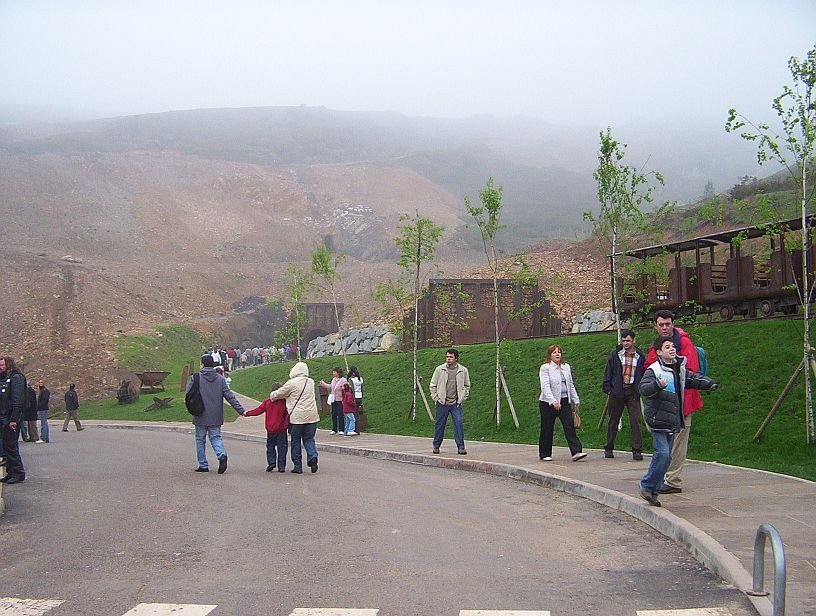
Accesos a la cueva de El Soplao en la Sierra de Arnero, a 540 metros de altitud.

De su patrimonio, destacan cuatro Bienes de Interés Cultural:
- Torre de Rubín de Celis en Obeso, con categoría de Monumento, torre medieval que data del siglo XIV y se encuentra actualmente finalizando sus labores de remodelación
- Cueva de Micolón] Riclones, con categoría de zona arqueológica
- Cueva del Porquerizo en Celis, zona arqueológica
- Cueva de Chufín, en Riclones, zona arqueológica

En las tres cuevas se han hallado pinturas rupestres. Forma parte del Lugar Patrimonio de la Humanidad llamado Cueva de Altamira y arte rupestre del norte de España.
Hay, además, otros inmuebles destacados:
- Puente de la Herrería, en Celis: Bien de Interés Local desde 2004
- Casona del siglo XVIII, en Cosío, Bien Inventariado
- Casa blasonada de los Cosío, en Cosío, Bien Inventariado

Uno de los centros de atracción turística es la cueva de El Soplao, situada en las proximidades de Celis y abierta al público. Dicha cueva ha sido estudiada por numerosos expertos de todo el mundo que quedaron asombrados con las formaciones excéntricas que tiene, fenómeno infrecuente en geología.

### Fiestas
Las fiestas locales de las diversas localidades de este municipio son: 
- 13 de junio, San Antonio, en Riclones
- 24 de junio, San Juan, en Celucos
- 29 de junio, San Pedro, en Celis
- 16 de julio, Nuestra Señora del Carmen, en Arenas y Cosío
- 18 de julio, San Sebastián, en San Sebastián de Garabandal
- 25 y 26 de julio, Santiago y Santa Ana, en Rozadío
- 15 de agosto, Nuestra Señora de Llano, en Obeso y Nuestra Señora, en Rioseco
- 16 de agosto, San Roque en Celis
- 8 de septiembre, Virgen de la Salud, en Cosío y Puentenansa
- 29 de septiembre, San Miguel Arcángel, en Puentenansa
- 27 de noviembre, San Facundo, en Obeso

Se celebran ferias de ganado en Puentenansa: el segundo sábado de marzo, a finales de septiembre y el tercer sábado de diciembre.

## Personas destacadas
- José Manuel González de Cossío, I conde de la Torre de Cossío, señor de la Torre de Cossío en Rionansa
- Toribio Cossío Gutiérrez de la Campa Serdio y Cossío, militar nacido en Cabrojo, a caballo entre el siglo XVII y el XVIII, que fue gobernador y general de las provincias de Guatemala
- José Gallego Cuenca, pintor nacido en Cosío en 1953
- Miguel García Alonso, jugador de bolos nacido en Puentenansa en 1946
- Telesforo García Revuelta, empresario nacido en Cabrojo en 1844 y fallecido en 1918